# Guy Konkèt
Guy Konkèt (eigentlich Guy Conquette , * 1950; † 23. Mai 2012 in „Jabrun“, Baie-Mahault) war ein französischer Sänger, Perkussionist und Songwriter aus Guadeloupe.
Konkèt, der in seiner Musik den traditionellen karibischen Stil Gwoka und Jazz kombinierte, schrieb u. a. die Titel Baimbridge chaud, Natali’O und La Gwadloup malad. 1994 wirkte er als Musiker und Komponist bei Aufnahmen der Formation Soukoué Ko Ou mit (Pierre-Edouard Décimus Présente Messaj). 2005 legte er das Album Patrimwan vor; 2008 nahm er ein Album mit dem Saxophonisten Jacques Schwarz-Bart auf (Abyss). 2009 trat er mit seiner Band im Pariser Jazzclub New Morning auf. Kurz vor seinem Tod nach langer Krankheit im Mai 2012 legte er noch das Album Ka Effervescent vor.